# Lamotrek Village
Lamotrek Village är en ort i Mikronesiska federationen.   Den ligger i kommunen Lamotrek Municipality och delstaten Yap, i den västra delen av landet, 1 300 km väster om huvudstaden Palikir. Lamotrek Village ligger 8 meter över havet och antalet invånare är 339. Den ligger på ön Lamotrek.
Terrängen runt Lamotrek Village är mycket platt.  Det finns inga andra samhällen i närheten. 